# Das Schloß des Todes
Das Schloß des Todes ist ein Märchen (AaTh 332). Es steht in Johann Wilhelm Wolfs Deutsche Hausmärchen an Stelle 36.

## Inhalt
Ein armer Mann hat schon viele Kinder und weiß nicht, wen er noch als Taufpaten bitten soll. Seine Frau rät zum Erstbesten, den er auf der Straße trifft. Es ist der Tod. Mit 14 nimmt er den Sohn in den Wald und lehrt ihn, der beste Arzt zu sein: Steht der Tod am Kopf des Bettes, ist keine Heilung. Steht er am Fußende, soll er Milch mit Salz machen, der Kranke genest in drei Tagen. Er wird reich, heilt die Königstochter. Des Königs Frau stirbt und der König nimmt eine neue. Einmal trifft der Arzt seinen Paten im Wald und will unbedingt mit zu ihm. In dem Schloss sind die Lebenslichter der Menschen. Seines erlischt gerade. Nachts steht der Tod an seinem Kopf. Der Arzt dreht sich immer wieder, so dass der Tod bei den Füßen steht. Morgens erbittet er, noch ein Vaterunser zu beten, und betet es nicht fertig.

## Herkunft
Der Titel Das Schloß des Todes ist bei Wolf nicht mit einem Sternchen (*) versehen, was laut seiner Vorrede anzeigt, dass er selbst den Text ausarbeitete. Vgl. Grimms und Bechsteins Der Gevatter Tod, später Jahns Der Schlüssel, Das Patenkind des Todes.
Im Vergleich zum Heilkraut anderer Fassungen, scheint die Milch mit Salz mehr ein Placebo. Schwankhaft auch, dass der König sich beim Tod der Frau freut. Der Tod lacht, er werde keinen Doktor mehr seine Kunst lehren. Die Finte vom unvollendeten Gebet ist häufig. Vgl. zum Paten Wolfs Der Kaiserssohn und sein Pathe.